# ژودین
شهر ژودین (به فرانسوی: Gedinne) در شهرستان دینان (بلژیک)  در استان نمور  در منطقه فدرال والوون در کشور بلژیک واقع شده‌است.